# Crunch (película)
Crunch (también conocida como Fish Out of Water) es una película de drama, crimen y misterio de 1976, dirigida por E.W. Swackhamer, a cargo de la producción Robert L. Jacks, musicalizada por J.J. Johnson, en la fotografía estuvo Charles F. Wheeler y los protagonistas son Tony Brubaker, Howard Culver y Yaphet Kotto, entre otros. El filme se estrenó en 1976.

## Sinopsis
Un detective de Manhattan acaba con una organización de vendedores de droga y captura a un ladrón de alhajas desequilibrado.